# Ceuta
Ceuta je španjolska enklava na sjeveru Afrike, na obali Sredozemnog mora u blizini Gibraltarskog tjesnaca. Površine Ceute je 18,5 km2. Službeni jezik je španjolski.

## Uprava
Španjolski Ustav iz 1978. u svojim prijelaznim odredbama sadržava odredbu da se gradovi Ceuta i Melilla mogu konstituirati kao autonomne zajednice, ako tako odluče njihova poglavarstva apsolutnom većinom svojih članova i ako to potvrdi španjolski parlament.
Prema toj mogućnosti koju daje Ustav, donesen je Statut autonomije,  usvojen 14. ožujka 1995. godine. Od tada Ceuta ima službeni status autonomnog grada (španj. Ciudad Autónoma de Ceuta), imajući rang između standardnog španjolskog grada i autonomne zajednice.
Autonomna tijela su: Skupština Ceute (španj. Asamblea de Ceuta), Predsjednik (španj. Presidente) i Savjet Vlade (španj. Consejo de Gobierno)
Od kraja 2005. provodi se reforma Statuta autonomije, prema kojoj bi u nadležnost autonomnog grada Ceute prešle još neke važne funkcije, te bi tako Ceuta i službeno postala autonomna zajednica. 
Vlada Maroka traži integraciju Ceute i Melille, zajedno s nenaseljenim otocima kao što je otok Perejil, s teritorijem Maroka, povlačeći paralelu sa španjolskim zahtjevom za povratkom Gibraltara pod španjolski suverenitet.